# Cherry Hills Village
Cherry Hills Village é uma cidade localizada no estado americano de Colorado, no Condado de Arapahoe.

## Demografia
Segundo o censo americano de 2000, a sua população era de 5958 habitantes.
Em 2006, foi estimada uma população de 6185, um aumento de 227 (3.8%).

## Geografia
De acordo com o United States Census Bureau tem uma área de
16,2 km², dos quais 16,1 km² cobertos por terra e 0,1 km² cobertos por água.

## Localidades na vizinhança
O diagrama seguinte representa as localidades num raio de 8 km ao redor de Cherry Hills Village.